# Kleinkohlergraben
Der Kleinkohlergraben ist ein Tal mit gleichnamigem Bach und Ortslage in den Ybbstaler Alpen in Oberösterreich. Der Bach gehört zum Einzugsgebiet des Ramingbachs, die Gegend gehört zur Gemeinde St. Ulrich bei Steyr im Bezirk Steyr-Land.

## Geographie
Der Kleinkohlergraben kommt vom Plattenberg (919 m ü. A.), einem Nebengipfel des randalpinen Spadenberg-Massivs (1000 m ü. A.), der zu den Enns- und Steyrtaler Flyschbergen gehört. Er entspringt auf etwa 820 m ü. A. Höhe, noch im Gemeindegebiet von Laussa. Er fließt zuerst durch einen unbesiedelten Graben nach Norden. Unterhalb vom Schwarzberg (838 m ü. A.) weitet sich das Tal, hier befindet sich die Ortslage gleichen Namens. Nach knapp 5 km Lauf mündet der Kleinkohlergraben von links in den Großkohlergraben, der über den Ramingbach zur Enns bei Steyr geht.
Die Häuser im Tal bilden eine Streusiedlung der Ortschaft Kohlergraben und gehören zur Katastralgemeinde Kleinraming von St. Ulrich. Die Ortslage umfasst nur knapp 20 Adressen.
|                                                               |                                             | Kohlergraben                           |
| Unterdambach (Gem. Garsten) Sonnberg (Gem. Garsten u. Laussa) | Kompassrose, die auf Nachbargemeinden zeigt | Großkohlergraben                       |
| Stodergraben (Gem. Laussa)                                    | Plattenberg (Gem. Laussa)                   | Pechgraben (Gem. Laussa u. Großraming) |

## Nachweise
- 49234 – St. Ulrich bei Steyr. Gemeindedaten der Statistik Austria

1. ↑  Flächenverzeichnis der österreichischen Flussgebiete. Ennsgebiet. In: Bundesministerium für Land- und Forstwirtschaft, Umwelt und Wasserwirtschaft (Hrsg.): Beiträge zur Hydrographie Österreichs. Heft Nr. 61. Wien 2011, S. 61 (bmlrt.gv.at [PDF; 3,7 MB]).